# 麥可·史戴普
約翰·麥可·史戴普（英語：John Michael Stipe，1960年1月4日—）是美國創作歌手，最為人知的身分是另类摇滚樂團R.E.M.自1980年成立至2011年解散的主唱。
史戴普以獨特聲線、早期的「呢喃」歌唱風格的以及他的社會和政治行動主義而聞名。他負責R.E.M.的視覺藝術方面，經常處理專輯的美術部分並指導樂團的許多音樂錄影帶。方面，經常選擇專輯作品並指揮樂隊的許多音樂視頻。除了音樂以外，史戴普自己也營運著C-00和Single Cell Pictures這兩家電影製作工作室。
史戴普於2007年以R.E.M.的成員入選搖滾名人堂。作為創作歌手，史戴普影響了眾多音樂人，包括涅槃乐队的科特·柯本和电台司令的湯姆·約克。U2的博诺則形容他的聲音「非凡」。

## 早年與求學
約翰·麥可·史戴普在1960年1月4日生於喬治亞州迪凱特。他的父親是美国陆军軍人，也因此導致他的家人經常搬遷。他的妹妹琳達·史戴普出生於1962年，之後成為她自己的樂團Hetch Hetchy的主唱。在童年期間，史戴普和他的家人搬到了許多地方，包括西德、德克薩斯、伊利諾和阿拉巴馬。史戴普於1978年在伊利諾斯州科林斯維爾的高中畢業，其照片還在R.E.M.的專輯《Eponymous》中出現過。

## 外部連結
- 官方網站（页面存档备份，存于）
- 麥可·史戴普的Instagram帳戶
- Tumblr部落格（页面存档备份，存于）
- 麥可·史戴普在互联网电影资料库（IMDb）上的資料（英文）
- Allmusic的資料（页面存档备份，存于）